# Feröer himnusza

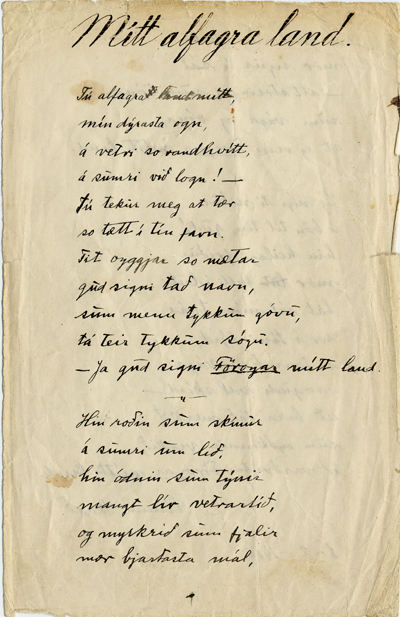
Az eredeti kézirat 1. oldala 1906-ból

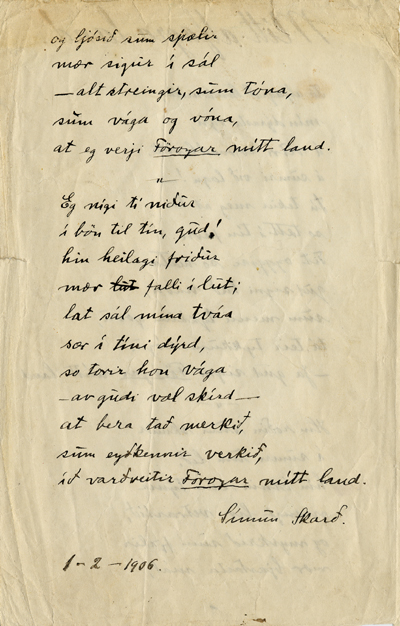
Az eredeti kézirat 2. oldala 1906-ból

Feröer nemzeti himnusza a Tú alfagra land mítt (Én szép országom), amelyet az 1930-as évek óta énekelnek. A szöveget 1906-ban írta Símun av Skarði, eredeti címe Mítt alfagra land. A zenét Petur Alberg szerezte 1907-ben.

## Feröeri nyelven
Mítt alfagra land
Tú alfagra land mítt, mín dýrasta ogn!
á vetri so randhvítt, á sumri við logn,
tú tekur meg at tær so tætt í tín favn.
Tit oyggjar so mætar, Guð signi tað navn,
sum menn tykkum góvu, tá teir tykkum sóu.
Ja, Guð signi Føroyar, mítt land!
Hin roðin, sum skínur á sumri í líð,
hin ódnin, sum týnir mangt lív vetrartíð,
og myrkrið, sum fjalir mær bjartasta mál,
og ljósið, sum spælir mær sigur í sál:
alt streingir, ið tóna, sum vága og vóna,
at eg verji Føroyar, mítt land.
Eg nígi tí niður í bøn til tín, Guð:
Hin heilagi friður mær falli í lut!
Lat sál mína tváa sær í tíni dýrd!
So torir hon vága - av Gudi væl skírd -
at bera tað merkið, sum eyðkennir verkið,
ið varðveitir Føroyar, mítt land!

## Dán nyelven
Min Skønneste Land
Min jord, åh mest skønne, besiddelse fleste kære,
Du betaler mig til dig, som omfatter mig nær;
Vindstille i sommer, i vinter dækket sne,
storslåede øer, af Gud ved navn elskede.
Det navn, som mænd gav dig, da de Dig opdagede,
Åh, Gud velsigne dig, Færøerne mit land.
Lyse glimt, som om sommeren gør bakke-toppe så retfærdigt;
ru Kuling, som om vinteren drev mænd til fortvivlelse;
oh liv indtagelse storm, åh erobring af sjæl,
alle gør sød musik forener det hele.
Hver håber og tillidsfuld, inspirerende os alle,
Til at vogte dig, Færøerne O mit land.
Og derfor, jeg knæler ned, til Dig Gud, i bøn,
kan fredelige min partiet, og gør du mig ekstra,
min sjæl renset, i Herlighed, og jeg beder Dig om at velsigne,
når jeg rejser mit overskrift og risikovillig indskærpe.
Tegn på min opgave, det være sig løftet på høj,
Til at vogte dig, Færøerne O mit land.

## Magyar nyelven
Én szép országom